# 山東省実験中学

本キャンパス

山東省実験中学（さんとうしょうじっけんちゅうがく、中文表記: 山东省实验中学､英文表記: Shandong Experimental High School）は、中華人民共和国山東省済南市に位置する省級重点高級中学（日本における高等学校に相当）。 略称はSEHS。山東省初の「規範化学校」（中国語: 规范化学校)であり、本キャンパス（通学制）のほか、東キャンパス（寄宿制）、西キャンパス（寄宿制）、大学城キャンパス（寄宿制）の4キャンパスがある。大学城キャンパス以外の3キャンパスの総面積は435畝であり、建築物の面積は約194,000平方メートル。

## 概要
- 1948年10月10日に設立された最初の実験高校である地方の主要高校です。山東省。設立以来、教育システム、カリキュラム、教授法、教育行政に関する研究を行ってきました。山東省で1位、全国で14位にランクされています。その学生は、数学、物理学、化学、情報学などの国際オリンピックで16個の金メダル、8個の銀メダル、3個の銅メダルを獲得しました。現在、学校の学長は韓相河。

- 学校は、山東省の主要な州立高校の1つであり、標準化された学校の最初のバッチです。学校には5,600人以上の学生と520人以上のスタッフがいます。教育棟、実験棟、オフィス棟、図書館、スタジアム、アートビルディング、講堂、ダイニングがあります。ホールと運動場。

- 学校には、国務院から許可を受けた専門家1名、山東省に大きく貢献した中高年の専門家2名、「特別学年の教師」10名、全国の「優秀な教師」6名がいる。省内の2人の有名な教師、11人の地方の教師、9人の地方自治体の優秀な教師、済南の5人の有名な教師、および全国の高品質クラスで1位または2位を獲得した6人の教師教育コンペティション、および州の質の高いコンペティションで一等賞を受賞した40人以上の教師。 「教育革新の10人の人物」の選考において、山東省の実験高校は、校長、校長、教師の3人すべてを獲得した唯一の高校

- 学校は、クロストークや京劇を学校に持ち込み、シャドウボクシング（タイジボクシング）を普及させるなどの活動を通じて、中国文化の生徒を教育しています。 、そして京劇の集まりを組織します。 30以上の協会があり、国際交流活動を通じて学生の国際的な視野を広げています。学校は世界中でスタディツアーを開催し、学生に公共サービスの仕事をするように勧めています。学校の生徒たちは、国際コースのオリンピックやその他のスポーツやアートの大会で、16個の金メダル、8個の銀メダル、3個の銅メダルを獲得しています。

- 学校は、国立教育システム、国立グリーンスクール、伝統的な体育イベントのある国立学校、州文明ユニット、山東省の高度な初等党組織、教師の道徳の高度なユニットの高度な集合体を授与されています山東省の建設、山東教育システムにおける法律の知識を普及させる高度なユニット、および山東省の法律に従った管理のサンプル学校。
- 2022年、新学長の方奎明らによって、学内の生徒に対する厳しい規制が実施されました。2025年、化学教科担当の于鳳娟先生がメインキャンパスの教室から飛び降り自殺しました。大学側からの公式発表はまだありません。